# Старый Макен
Старый Макен — упразднённый аул в Исилькульском районе Омской области. Входил в состав Баррикадского сельского поселения. Исключен из учётных данных в 1999 г.

## География
Располагался в 1 км к юго-востоку от деревни Новопетроград.

## История
В 1928 году аул состоял из 19 хозяйства. В административном отношении входил в состав 4-го аульного сельсовета Исилькульского района Омского округа Сибирского края. С 1959 г. являлся бригадой колхоза имени Сталина (в 1961 г. переименован в «Россия»).
Исключен из учётных данных постановлением законодательного собрания Омской области от 22 февраля 1999 года № 54.

## Население
По переписи 1926 г. в ауле проживало 97 человек (59 мужчин и 38 женщин), основное население — киргизы.